# 聖路易足球會
聖路易足球會(Saint Louis FC）是一支位於美國密蘇里州芬頓的職業足球會，目前於美國足球冠軍聯賽角逐。

## 外部連結
- 官方网站